# رم جدید
روم جدید (زبان یونانی: Νέα Ῥώμη) نام اصلی امپراتور روم، کنستانتین بزرگ در سال ۳۳۰ پس از میلاد بود که به پایتخت امپراتوری جدید خود بود که به عنوان توسعه شهر بیزانتیوم در سواحل اروپایی تنگه بسفر ساخته شد.